# Stadtbahn (lightrail)
De Stadtbahn is een van oorsprong Duits openbaarvervoermiddel, een tussenvorm tussen metro en stadstram. Bij de Stadtbahn gaat het om tramnetten waar speciaal ontwikkelde snelle trams in de stadcentra geheel kruisingsvrij (meestal in tunnels) rijden. Stadtbahn heeft in de basis dezelfde definitie als semimetro, maar dan zonder de speciaal ontwikkelde trams. In Noord-Amerika heeft de Stadtbahn vanaf de jaren 1970 tot de ontwikkeling van lightrail geleid. De Stadtbahn heeft overeenkomsten met de in België populaire term premetro (de tunnels) en met de in Nederland populaire term sneltram (het materieel).

## Naamgeving

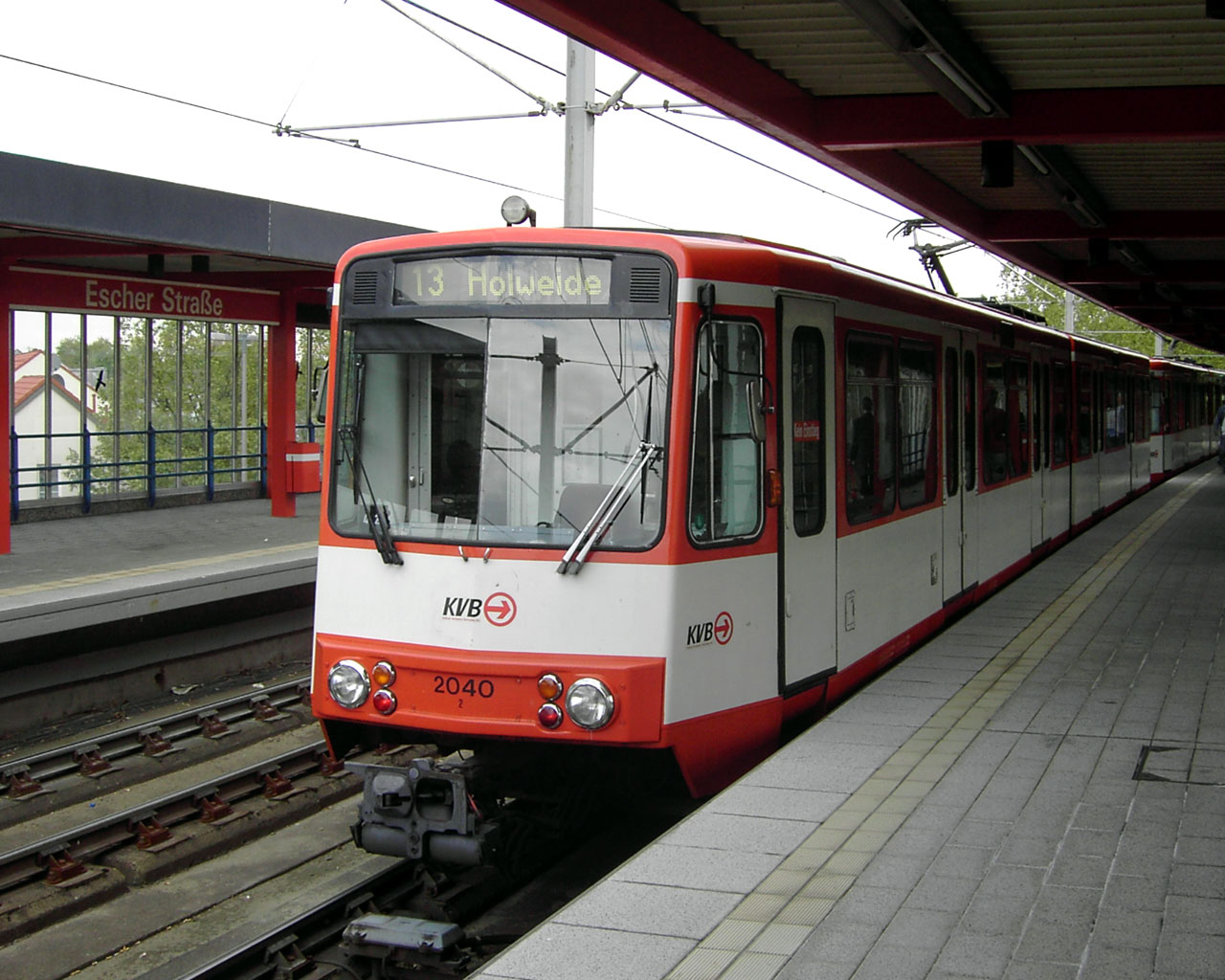
Een Stadtbahntram in Keulen bij een halte op een viaduct.

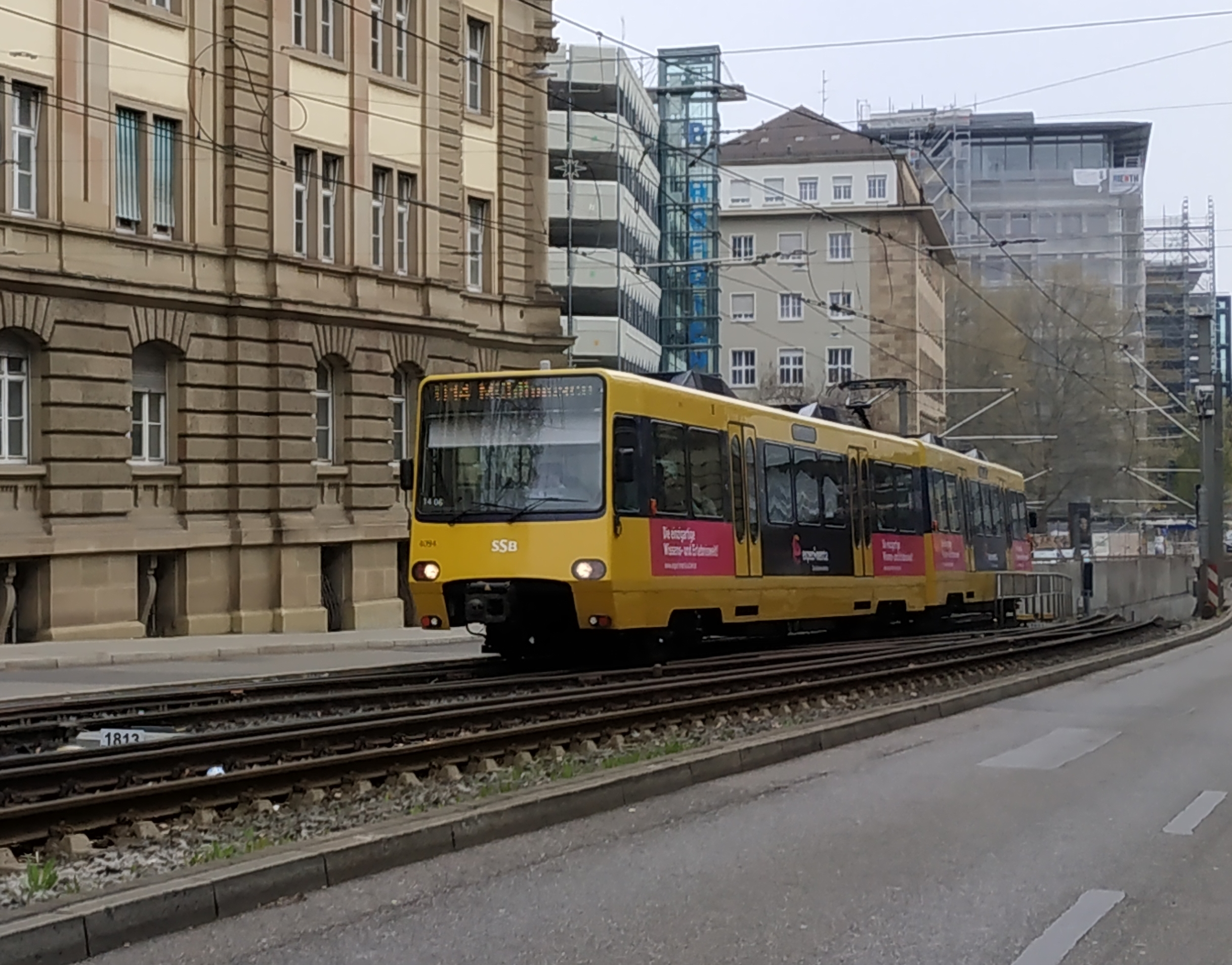
Een stadtbahntram in Stuttgart wisselt van ondergronds naar bovengronds

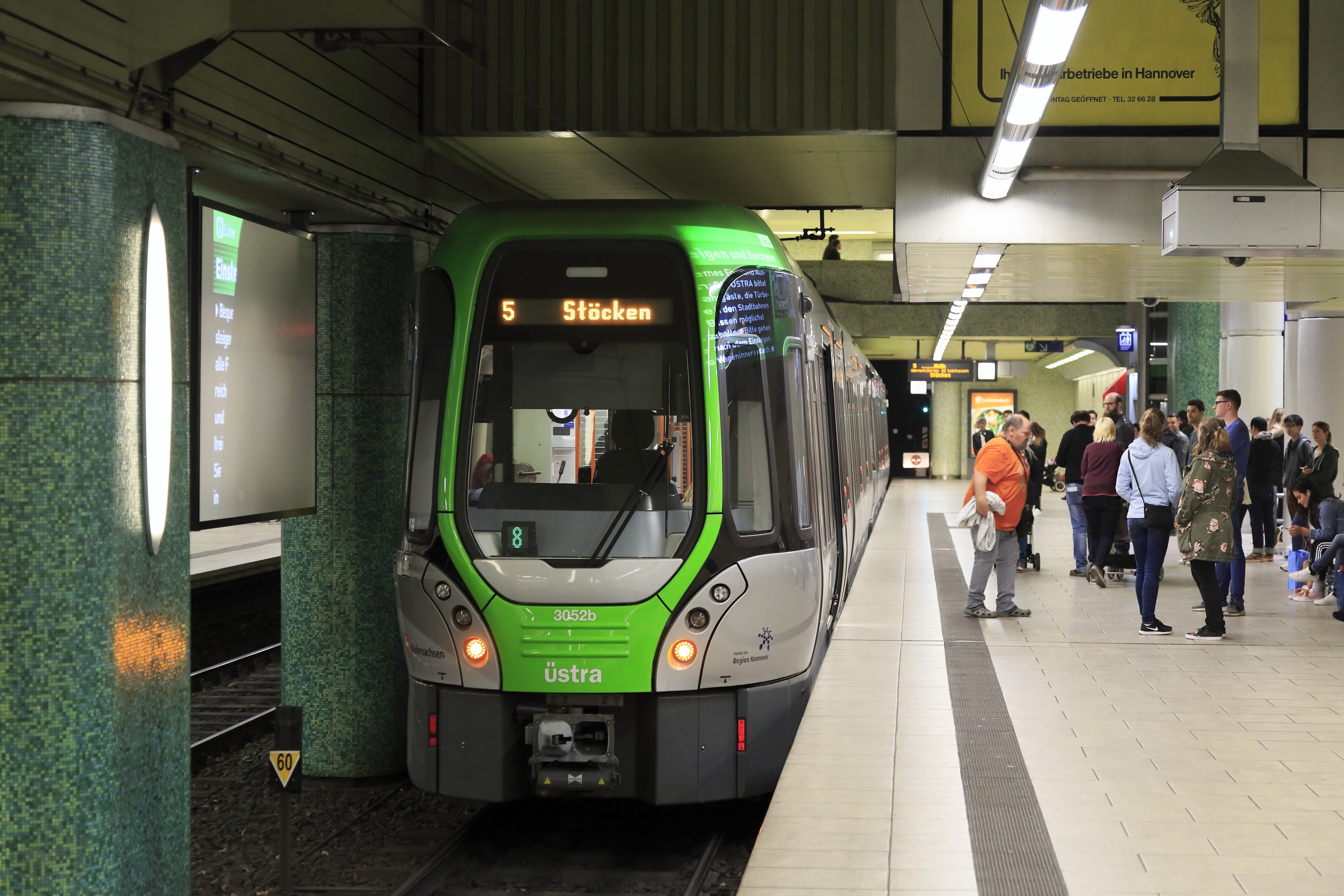
Ondergronds Stadtbahn-station in Hannover

Al in de 19e eeuw hadden Berlijn (1882) en Wenen (1898) een Stadtbahn. Dit ging echter niet om snelle tramlijnen, maar om stoomtreinen die speciaal werden ingesteld voor vervoer binnen de stad. Meerdere steden in Duitsland, Oostenrijk en Hongarije volgden. De Stadtbahn als sneltram-systeem kwam in Duitsland pas in de tweede helft van de 20e eeuw op.
De Stadtbahn moet niet verward worden met de S-Bahn, hoogfrequente treinen in grootstedelijk gebied. Uitzondering is Karlsruhe, daar rijdt de Stadtbahn zowel over tram- als treinsporen (Tram-train) en wordt daar als S-Bahn aangeduid. Dit concept maakt het mogelijk om met Stadtbahnvoertuigen vanuit de voorsteden rechtstreeks het centrum te bedienen. Het is een klassiek voorbeeld geworden van de vele mogelijkheden van lightrail. Tegelijkertijd zijn er enkele tramnetten door lokale instanties Stadtbahn genoemd. Deze worden niet tot de categorie Stadtbahn/Lightrail gerekend, omdat ze niet over de combinatie van tunnels/viaducten met groter trammaterieel beschikken.

## Kenmerken
Een Stadtbahn is een tramsysteem dat zo is aangepast, dat het een vervoerprestatie kan leveren die bijna een kwaliteit van een metrosysteem haalt. Uitbouw naar een volledige metrolijn was vaak gepland, maar is nergens gerealiseerd. Naast de mogelijkheid van geleidelijke uitbouw, is de fijnmazige vertakking in de buitenwijken (ten opzichte van de metro) een ander voordeel.
Binnen het centrum rijdt het Stadtbahnmaterieel voor een deel door tunnels. In Keulen is er ook een traject over een viaduct. Buiten het centrum wordt veelal op een vrijliggende baan gereden, maar soms ook tussen het verkeer op straat. Het eerste generatie materieel is eigenlijk gebouwd voor hoge perrons en heeft daarom een hoge vloer. Bij veel Stadtbahnmaterieel echter kan de hoge vloer bij de deuren automatisch worden weggeklapt, zodat er een trap is voor lage halteperrons.

### Materieel
Het materieel wordt zonder uitzondering gevoed door een pantograaf. De meeste Stadtbahntrams zijn breder (rond de 2,65m) dan de klassieke stadstram (meestal rond de 2,30m) uit de jaren 1970 en 1980. Uitzonderingen zijn de types TW6000 (Hannover: 2,40m), M8 (Bielefeld: 2,30m) en de P-serie (Frankfurt: 2,35m). Daarnaast gaat het om tweerichtingvoertuigen; dit in tegenstelling tot de meeste trams uit de jaren 1970.
Vanaf het einde van de 20e eeuw zijn er ook Stadtbahn-lijnen verschenen met lagevloertrams, deze trams rijden ook in tunnels en op vrije banen: in Dortmund (U43 & U44), in Düsseldorf (Wehrhahnlinie) en in Keulen (1, 7, 9, 12 en 15).

## Stadtbahnsystemen
Stadtbahnlijnen ontstaan vaak uit een gemoderniseerd tramnet, waar geen metronet gebouwd wordt. Grotere netten van dit type zijn te vinden in Duitsland in bijvoorbeeld Hannover, Keulen, Frankfurt am Main en Stuttgart. In Hannover is de ombouw van het klassieke stadstramnet tot Stadtbahn in 1996 afgesloten en in Stuttgart in 2011, maar in Keulen met meer dan 15 jaar vertraagd door een ongeluk bij de bouw van de tunnel voor lijn 5 en 17. Het overgebleven tramnet in Frankfurt zal blijven bestaan en zelfs worden uitgebreid.
In het Ruhrgebied zou in de jaren 60 en 70 een volledig metronetwerk gebouwd worden. In 2022 is dit nog steeds niet bereikt en rijden in diverse steden in het Ruhrgebied Stadtbahn en klassieke tram naast elkaar.
In Noord-Amerika is het idee van de Stadtbahn in de jaren 70 geadopteerd. Het eerste systeem opende in 1978 in Edmonton. Het gaat hierbij ook tramsystemen met groter materieel (2,65 m) met vrije banen en soms tunnels/viaducten. De eerste jaren waren de trams nog gebaseerd op Duits Stadtbahnmaterieel. In Nederland is Randstadrail (lijn 3, 4 en 34) een vergelijkbaar systeem: hierbij rijden 2,65 m brede snelle trams kruisingsvrij door het centrum van Den Haag.

### Voorbeelden
- Stadtbahn van Bielefeld
- Metro van Frankfurt am Main
- Stadtbahn van Hannover
- Stadtbahn van Karlsruhe
- Binnen het Rijn-Sieg gebied
  - Stadtbahn van Bonn
  - Stadtbahn van Keulen
- Binnen het Rijn-Ruhr gebied
  - Stadtbahn van Bochum
  - Stadtbahn van Düsseldorf
  - Stadtbahn van Dortmund
  - Stadtbahn van Duisburg
  - Stadtbahn van Essen
- Stadtbahn van Stuttgart